# جيري هوبر
جيري هوبر (بالإنجليزية: Jerry Hopper)‏ هو مونتير ومخرج أمريكي، ولد في 29 يوليو 1907 في غوثري في الولايات المتحدة، وتوفي في 17 ديسمبر 1988 في سان كليمينتي في الولايات المتحدة.

## وصلات خارجية
- جيري هوبر على موقع IMDb (الإنجليزية)
- جيري هوبر على موقع ألو سيني (الفرنسية)
- جيري هوبر على موقع أول موفي (الإنجليزية)
- جيري هوبر على موقع قاعدة بيانات الأفلام السويدية (السويدية)
- جيري هوبر على موقع إن إن دي بي (الإنجليزية)
- جيري هوبر على موقع قاعدة بيانات الفيلم (الإنجليزية)
- جيري هوبر على موقع كينوبويسك (الروسية)